# Сражение при Ятайти-Кора
Сражение при Ятайти-Кора (исп. Batalla de Yataytí Corá) — двухдневная битва во время Парагвайской войны возле Ятайти-Кора на территории Парагвая. Аргентинские войска под командованием президента Бартоломе Митре отбили атаки парагвайских войск и удержали позиции.

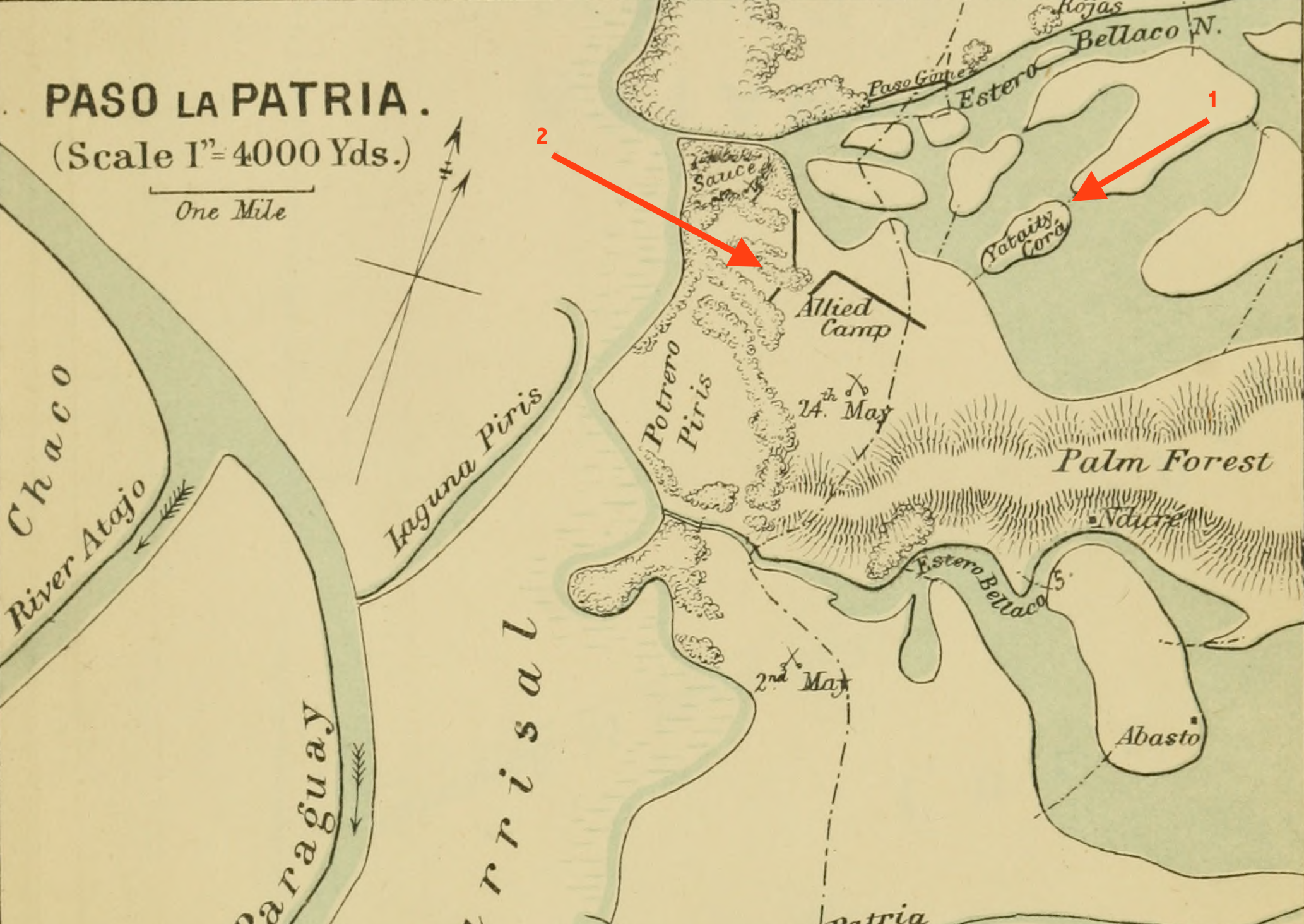
Театр боевых действий.
Ятайти-Кора и Бокерон-дель-Саусе.

Бразильская империя направила на театр военных действий новую армию численностью 12 000 человек под командованием Мануэля Маркеса ди Соуза, графа Порту-Алегри. Порту-Алегри, войска которого уже провели несколько боёв с парагвайцами в аргентинской провинции Мисьонес, несмотря на то что получил приказ продвигаться вниз по левому берегу Параны, чтобы затем, переправившись, соединиться с основными силами союзников в Пасо-де-ла-Патриа, к концу июня все еще был в двадцати лигах от фронта. Поэтому парагвайский президент Солано Лопес, находившийся при армии, решил атаковать всеми доступными силами и сорвать наращивание сил союзников до прибытия новых подкреплений. В конце июня 1866 года его армия, после поражения при Туюти, снова насчитывала 20 000 человек,
Парагвайцы прощупали передовые линии противника и обнаружили слабое место союзников прямо возле большой пальмовой рощи под названием Ятайти-Кора. В три часа дня 10 июля бойцы Лопеса ударили по этому месту двумя пехотными батальонами. В ходе атаки на какое-то время им удалось отрезать несколько подразделений союзников. Парагвайцы выпустили свои ракеты «Конгрейва» с близкого расстояния, подожгли траву и заволокли поле боя таким количеством дыма, что им самим стало невозможно наблюдать за подходом резервов союзников с юга. Прибывшие подкрепления открыли стрельбу залпами, что отбросило парагвайцев к их собственным позициям.
На следующий день, 11 июля, парагвайцы попытались снова. На этот раз их атаке предшествовал обстрел ракетами и 68-фунтовыми орудиями всей линии союзников. Генерал Хосе Эдувихис Диас возглавил атаку вниз по проходу Легисамон с двумя с половиной тысячами человек. Его войска опрокинули передовые части противника, но пять аргентинских батальонов в самом проходе оказали ожесточенное сопротивление. В момент боя со стороны Чако налетела песчаная буря, заставившая аргентинцев поколебаться. Полковник Игнасио Ривас сумел сплотить дрогнувшие ряды.
Генерал Венсеслао Паунеро выдвинулся для усиления передовых частей и, видя, что солнце уже начало садиться и стрельба начала стихать, хотел прекратить бой, но в семь часов вечера получил от Митре приказ перейти в контратаку. Его солдаты уже устали и ничего не могли видеть сквозь дым, песок и сгущающуюся тьму и стреляли вслепую, когда на них обрушилась парагвайская пехота. Противник ворвался в линию аргентинцев, но был отброшен. 
Затем Митре выдвинулся с еще двумя батальонами и сумел захватить оспариваемую территорию, после чего Диас контратаковал его еще более яростно, обрушив на него ракетный дождь. Одна взорвался в нескольких шагах от президента Аргентины, а другая едва не убила уругвайского президента генерала Флореса, который подъехал, чтобы наблюдать за происходящим.
В этот момент полковник Ривас привел из тыла пять свежих батальонов. Это дало союзникам преимущество в одиннадцать батальонов против четырех парагвайцев. В 21:00 генерал Диас отдал приказ отступить, оставив большую часть горящего поля боя.
Сражение при Ятайти-Кора стоило парагвайцам четырехсот человек убитыми и ранеными. Аргентинцы потеряли чуть менее трехсот человек.
Хотя союзники заявили о своей победе, как, впрочем, и парагвайцы, тем не менее, Митре отказался бросать всю мощь своей армии против сильных парагвайских позиций на северной оконечности Бельяко.